# Струзькі вечори поезії

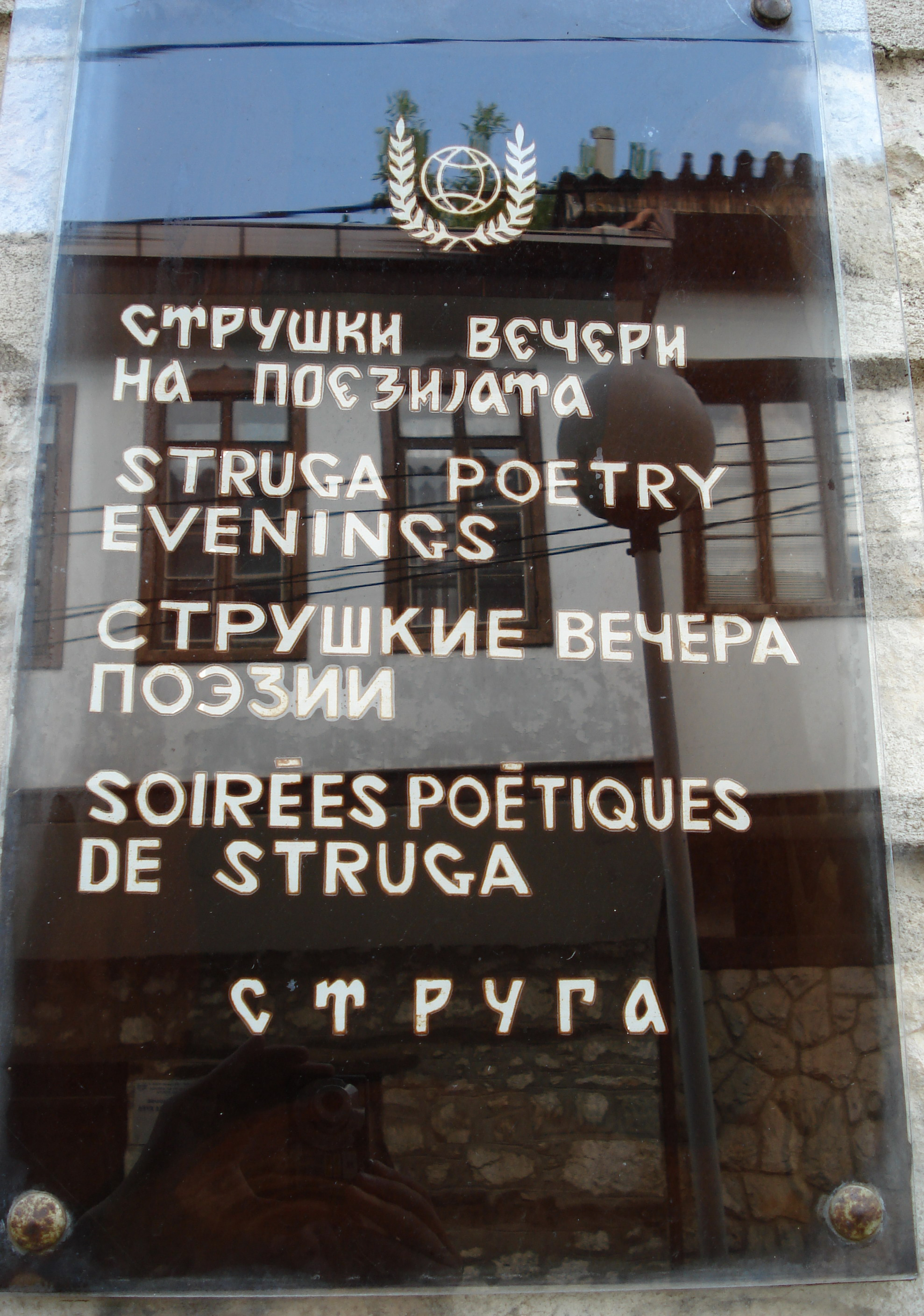

Струзькі вечори поезії (мак. Струшките вечери на поезијата) — міжнародний поетичний фестиваль у місті Струга (Північна Македонія), один з найбільших в Європі.
Заснований 1962 року в пам'ять про народженого в Струзі основоположника македонської поезії Костянтина Міладінова. 1966 року перетворений з національного на міжнародний, тоді ж заснована вища нагорода фестивалю — премія «Золотий вінець» (мак. Златен венец), першим лауреатом якої став Роберт Рождественський. Серед лауреатів премії були Вістен Г'ю Оден, Пабло Неруда, Йосип Бродський, Булат Окуджава, Махмуд Дарвіш.
2004 року була заснована ще одна премія — «Струзькі мости» (мак. Мостови на Струга), яку присуджують за найкращу дебютну поетичну книгу (2006 року цю нагороду отримала російська поетеса Маріанна Гейда).
В рамках фестивалю розгорнута широка видавнича програма. Щороку до фестивалю випускається антологія поезії одного з народів у перекладах македонською, тематична антологія македонської поезії в перекладах англійською, авторські збірники кількох поетів з різних країн у македонських перекладах. При фестивалі існує також Міжнародна бібліотека поезії, до неї включають книги поетів-учасників фестивалю, і Міжнародний поетичний архів, що включає рукописи, фотографії та інші матеріали.
2011 року ЮНЕСКО спільно з урядом Македонії відзначило 50-річчя фестивалю.
Незмінним директором фестивалю напротязі багатьох років був македонський поет і громадський діяч Йован Стрезовський.